# Пояс на Орион
Поясът на Орион е астеризъм в съзвездието Орион. Съставено е от трите ярки звезди Алнитак, Алнилам и Минтака.
Намирането на Пояса на Орион в нощното небе е най-лесният начин да се намери съзвездието Орион. Звездите са като цяло равномерно разположени по права линия и могат да бъдат визуализирани като пояса в облеклото на ловец. Те се виждат най-добре в ранното нощно небе през северната зима или южното лято и най-вече през месец януари около 9 часа вечерта.

## Звезди
Наименованията на трите звезди са с арабски произход.

### Алнитак
Алнитак е тройна звезда в източния край на Пояса на Орион и се намира на 1260 светлинни години от Земята. Алнитак B е звезда от спектрален клас B и звездна величина 4, която се върти около Алнитак A с период от 1500 години. Основният елемент (Алнитак A) представлява двойна система, включваща син свръхгигант (Алнитак Aa) от клас O9,7 Ibe и величина 2 и синьо джудже (Алнитак Ab) от клас O9V и величина 4. Алнитак Aa е около 28 пъти по-голяма маса от Слънцето и около 20 пъти по-голям диаметър. Това е най-ярката звезда от клас O в нощното небе.

### Алнилам
Алнилам е свръхгигант на около 2000 светлинни години от Земята и със звездна величина 1,7. Това е 29-ата най-ярка звезда в небето и четвъртата най-ярка в съзвездието Орион. Тя е около 375 000 пъти по-светима от Слънцето. Спектърът ѝ служи като отправна точка, чрез която се класифицират останалите звезди.

### Минтака
Минтака се намира на 1200 светлинни години от Земята и има звездна величина 2,21. Тя е около 90 000 пъти по-светима от Слънцето. Това е двойна звезда, като двете звезди орбитират една около друга с период от 5,73 дни.